# Знаменское (Старицкий район)
Знаменское — опустевшая деревня в Старицком районе Тверской области. Входит в состав Ново-Ямского сельского поселения.

## География
Находится в южной части Тверской области на расстоянии приблизительно 16 км на юг по прямой от районного центра города Старица.

## История
Деревня была отмечена ещё на карте Менде (состояние местности соответствует 1848 году). В 1859 году здесь (сельцо Зубцовского уезда) было учтено 2 двора, в 1941 — 15. По состоянию на 2020 год опустела.

## Население
Численность населения: 7 человек (1859 год), 6 (русские 100 %) в 2002 году, 1 в 2010.